# ناقلة تموين روبرت بيري
ناقلة تموين روبرت بيري أو يو إس إن إس روبرت بيري (T-AKE-5) بالإنجليزية:
USNS Robert E. Peary (T-AKE-5)) هي سفينة تستخدم حاليا في تموين أساطيل السفن الحربية التي تجوب بحر العرب بغرض حماية السفن التجارية من عمليات احتجاز السفن كرهائن من قبل مجموعات قراصنة من الصومال. توجد في منطقة البخر الأحمر وبحر العرب جنوب الصومال واليمن نحو 30 سفينة حربية من مختلف البلاد الأوروبية والولايات المتحدة تقوم بالحماية من القراصنة. وهي تحتاج إلى مؤونة من جميع الأنواع: منها مأكولات للجنود ومنها وقود. وتقوم بتلك المهمة ناقلة التموين روبرت بيري، وتتلقى مؤونتها من جيبوتي.
الناقلة روبرت بيري (T-AKE-5) تتبع البحرية الأمريكية وهي مسماة باسم مستكشف القطب الجنوبي الأمريكي «أدميرال روبرت بيري» (1856–1920).
اعطي عطاء بناء السفينة روبرت بيري إلى الشركة الوطنية للصلب وبناء السفن
NASSCO ومقرها في سان دييغو، كاليفورنيا في 27 يناير 2004. ووضعت الأرينة الأولى (لوح القاعدة الأول للسفينة) في 12 ديسمبر 2006.
وكان بحسب التخطيط أن تنزل السفينة بيري الماء في 27 أكتوبر 2007، إلا أن احتفال تدشينها تعطل بسبب انشغال الهيئات الحكومية أنذاك في مكافحة حريق غابات كاليفورنيا في أكتوير 2007.
وتم تدشين روبرت بيري في 9 فبراير 2008، وقامت حفيدة الادميرال بيري بتدشينها، وهي القاضية بيري فولر القاضية بمحكمة مقاطعة مونرو كونتي بـ فلوريدا.
وقد قامت قناة ديسكوفري بتقديم برنامج معلوماتي عن «السفينة الضخمة» روبرت بيري.

## عملها
تمون السفينة روبرت بيري في جيبوتي حيث تعبأ مخازنها وثلاجاتها بالأطعمة الطازجة من خضروات وفواكه ولحوم وملابس وكل ما تحتاجه أطقم السفن الحربية التي تقوم بحراسة السفن البحرية من قراصنة البحار عند مضيق باب المندب وفي البحار حوله، فهي تعتبر «سوبرماركت» لأمداد نحو 30 سفينة حربية من مختلف الدول تعمل هناك. بالإضافة إلى المواد الغدائية والملابس فهي تمد تلك السفن أيضا بالوقود بمختلف أنواعه وكذلك وقود الطائرات للمروحيات.
تقترب السفينة روبرت بيري من السفينة الحربية وتبقيان على مسافة 60 متر، وتقوم المروحيات بنقل التموين والمستلزمات بينهما. وأما لإمدادات الوقود للسفن ووقود الطئرات والمروحيات، فتشتبك السفينتان بكابلات وتقوم خراطيم معلقة على الكابلات بمدها بأنواع الوقود المختلفة.
وبعد انتهاء عملية التموين تذهب سفينة التموين روبرت بيري في عرض البحر لمقابلة سفينة حربية أخرى والقيام بامدادها باحتياجاتها.
يعمل على السفينة روبرت بيري 132 من المدنيين و 43 من العسكريين.

## صور إضافية

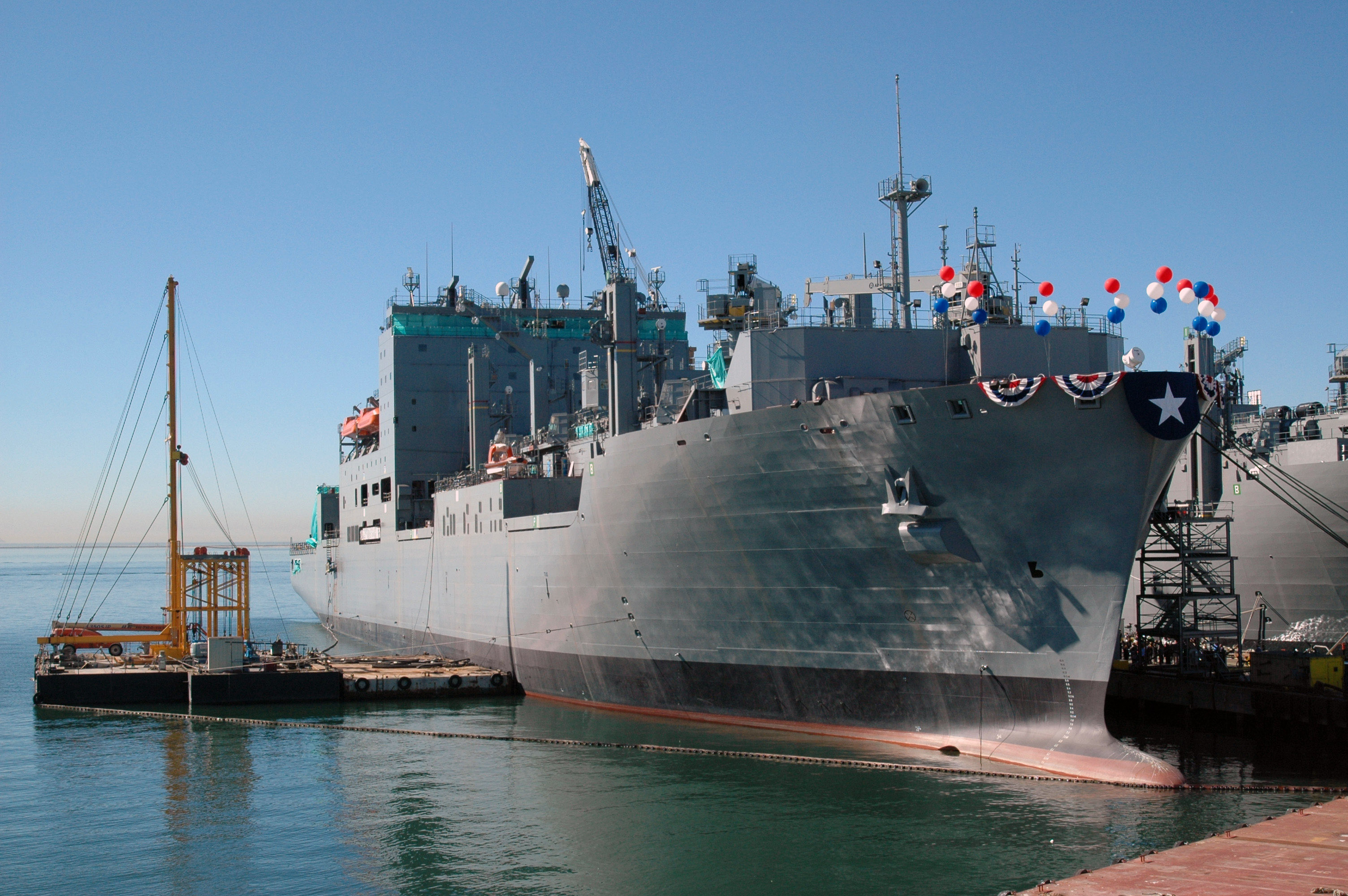
تدشين السفينة USNS Robert E. Peary (T-AKE-5) في مصنع NASSCO في 9 فبراير 2008
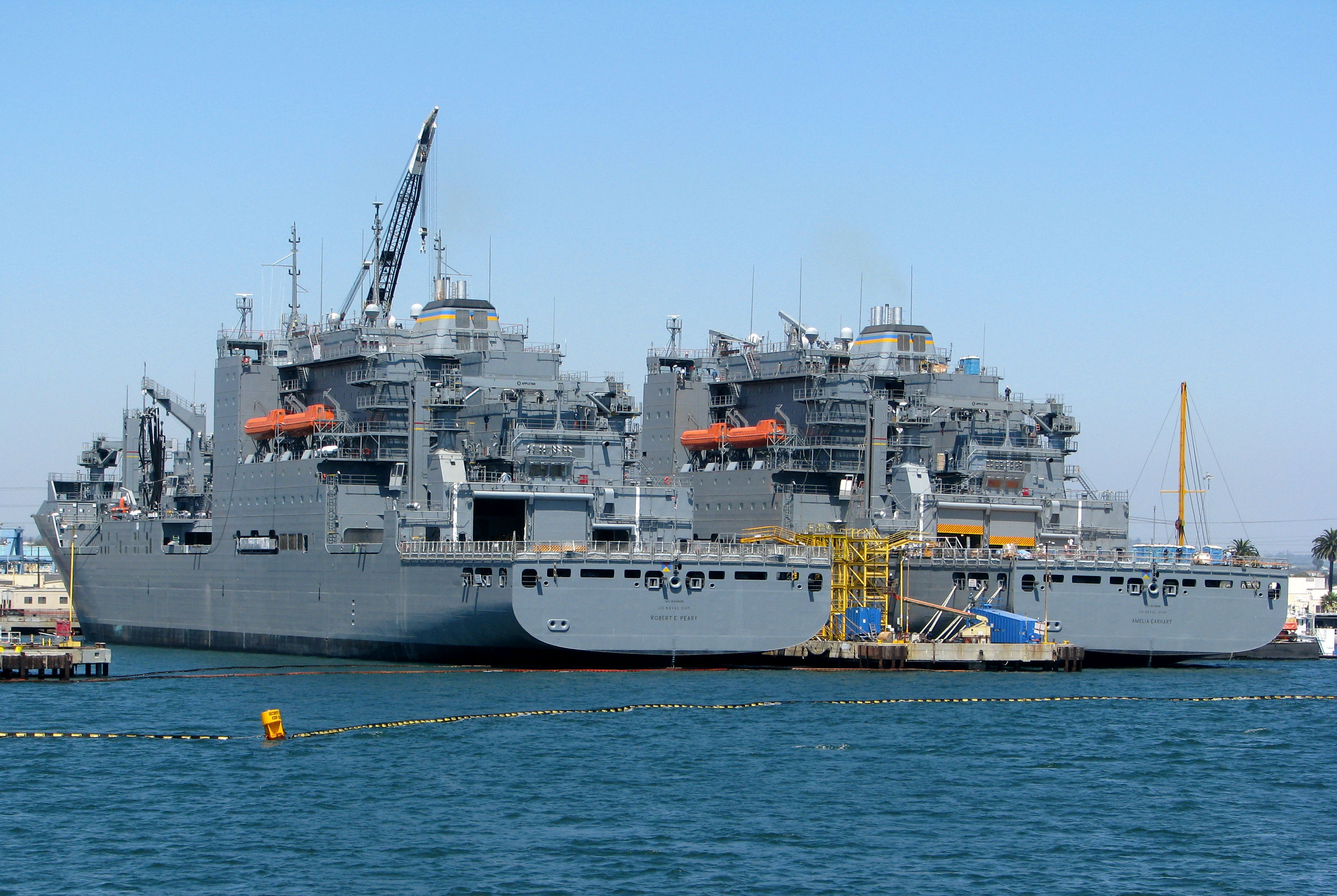
USNS Robert E. Peary (T-AKE-5) أثناء بنائها.